# Lista de conflitos envolvendo o Azerbaijão
Esta é a lista de guerras envolvendo o Azerbaijão: 

## República Democrática do Azerbaijão (1918–1920)
| Conflito                        | Combatente 1                        | Combatente 2                     | Resultado                                           |
| ------------------------------- | ----------------------------------- | -------------------------------- | --------------------------------------------------- |
| Guerra Armeno-Azeri (1918–1920) | República Democrática do Azerbaijão | República Democrática da Armênia | Indeciso - Sovietização da Armênia e do Azerbaijão. |

## República do Azerbaijão (1991–presente)
| Conflito                               | Combatente 1 | Combatente 2               | Resultado |
| -------------------------------------- | ------------ | -------------------------- | --- |
| Guerra de Nagorno-Karabakh (1988–1994) | Azerbaijão   | Arménia · Nagorno-Karabakh | Derrota - Nagorno-Karabakh tornou-se independente de fato (hoje como República de Artsaque, mas a nível internacional foi reconhecida como parte do Azerbaijão. |